# Néfiach
Néfiach is een gemeente in het Franse departement Pyrénées-Orientales (regio Occitanie). De plaats maakt deel uit van het arrondissement Perpignan. Néfiach telde op 1 januari 2022 1.371 inwoners.

## Geografie
De oppervlakte van Néfiach bedroeg op 1 januari 2022 8,81 vierkante kilometer; de bevolkingsdichtheid was toen 155,6 inwoners per km².

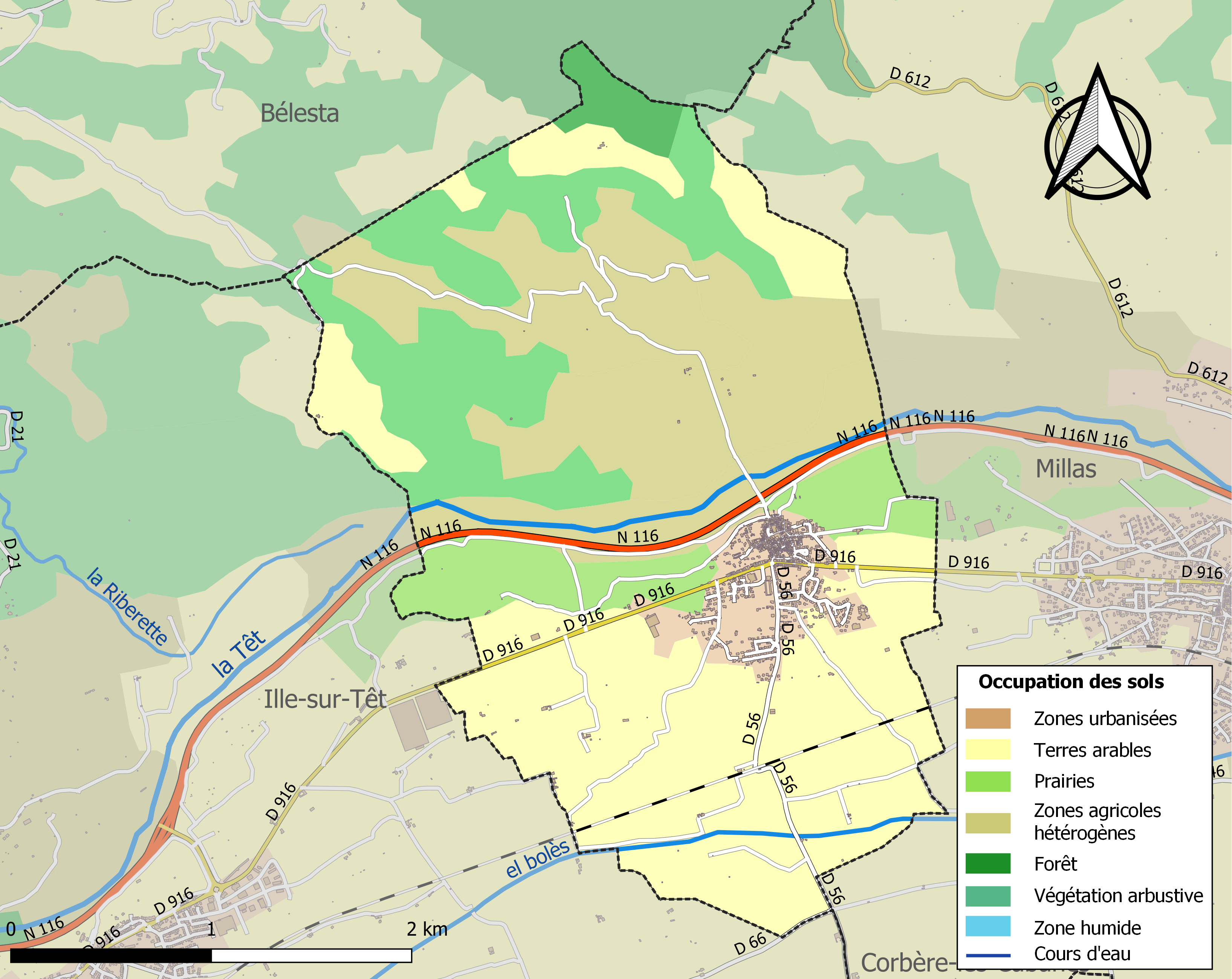
Kaart van de gemeente met de belangrijkste infrastructuur, bodemgebruik en omliggende gemeenten

## Demografie
Onderstaande figuur toont het verloop van het inwonertal (bron: INSEE-tellingen).